# Перверзија
Перверзија је, са психопатолошке тачке гледишта, свака настраност, изопаченост или девијација у односу на моралне и социјалне норме које друштво жигоше и санкционише. Углавном се односи на сексуалне радње (нпр. содомија и историјски анални секс). С друге стране, овим појмом се означава и појачани либидо, тј. сексуални нагон, и у том случају такође може имати, мада најчешће нема елементе психопатологије (као једна од карактеристика пубертета).